# Magó (segle VI aC)
Magó fou el fundador del poder militar de Cartago quan va introduir una disciplina regular i una organització eficaç a l'exèrcit.
Es diu que ell mateix va obtenir diversos èxits, i després els seus fills Àsdrubal i Hamílcar, que el van substituir. Suposant que Hamílcar fos el que va morir en la batalla d'Himera el 480 aC, Magó hauria viscut vers la segona meitat del segle vi aC.